# Letni
Letni, dawniej Letni, Chamski Podryw – polski duet popowo-hip-hopowy założony w 2009 roku przez Macieja Piotrowskiego i Dawida Antonkiewicza.

## Historia zespołu
Zespół został założony w wakacje 2009 w Kielcach przez dwóch raperów: Macieja „Cantona” Piotrowskiego i Dawida „Antona” Antonkiewicza. W październiku ukazała się ich debiutancka EP-ka zatytułowana Letni, Chamski Podryw, która promowana była przez utwór „Czinkłaczento” wyśmiewający przepych polskiego przemysłu rozrywkowego. Teledysk do utworu zyskał popularność w sieci.
W kwietniu 2010 premierę miał ich drugi minialbum pt. Fabryka kiślu, na którym znalazły się m.in. utwory „8 cud” i „Pupa”. W lutym 2011 roku ukazała się debiutancka płyta długogrająca duetu zatytułowana Oranżada, koleżanki, petardy. Na płycie gościnnie pojawił się m.in. utwór „Pałer of lof” nagrany z gościnnym udziałem Marty „Mandaryny” Wiśniewskiej.
W listopadzie 2012 wydali drugi album studyjny pt. Pamiętniki z wakacji. Również w 2012 wzięli udział w przesłuchaniach do czwartej edycji programu Must Be the Music. Tylko muzyka, podczas których wykonali przebój „Czinkłaczento”. Nie zakwalifikowali się do kolejnej rundy.
We wrześniu 2013 wydali utwór „Symetryczno-erotyczna”, będący parodią piosenki „Symetryczno-liryczna” zespołu Enej. W ciągu trzech dni od premiery, teledysk do numeru uzyskał pół miliona wyświetleń. Wiosną 2014 raperzy ponownie wzięli udział w przesłuchaniach do programu Must Be the Music. Tylko muzyka, tym razem w pierwszym etapie zaprezentowali utwór „Sklep z winem u Ani”, będący parodią piosenki „Cisza” Kamila Bednarka. W lipcu 2014 wydali utwór „Honda szybsza niż wygląda”.
We wrześniu 2015 opublikowali utwór „Pomidorowa”, będący parodią piosenki „Naucz mnie” Sarsy. Niedługo po premierze klip do utworu obejrzało ponad 10 mln internautów.
Po dłuższej przerwie od nagrywania, która była spowodowana – jak sami stwierdzili – brakiem pomysłów, skorzystali z pomocy fanów. W sierpniu 2018 odpalili pierwszego streama, który dał początek albumowi pt. Streamówka. Na pierwszym live gościnie pojawili się Nagana, Morus oraz Big Boy, z którymi nagrali wspólnie utwór. Numer nigdy nie został pokazany szerszej publiczności. W październiku podjęli dalsze kroki w celu utworzenia płyty, organizując kolejne streamy, podczas których wraz z widzami i gośćmi przerabiali kolejne znane piosenki, później umieszczone na albumie. Liczba płyt była ograniczona, ponieważ nie trafiła do oficjalnej sprzedaży. W 2019 zespół ogłosił wydanie kolejnego albumu z pomocą streamów, w którym tym razem uczestniczyli m.in. Stachursky, Sławomir, Łobuzy i Popek.
W 2020 nagrali utwór „Kto jest w domu”, mówiący w komediowy sposób o zostaniu w domu w dobie epidemii COVID-19. Na październik zapowiedzieli wydanie nowego albumu pt. Swagabunda 2.0. W 2021 roku odbyła się trasa koncertowa zatytułowana Swagabunda Tour, podczas której w specjalnym streamobusie powstawał nowy krążek. Jesienią 2023 roku odbył się kolejny stream - Parodiówka - podczas którego powstawały parodie najróżniejszych utworów. 13 stycznia 2024 roku w Kielcach w klubie RabbitHole odbył się koncert finałowy, podsumowujący "Parodiówkę". Podobnie jak w przypadku poprzednich streamów, płyty miały ograniczoną dystrybucję przeznaczoną tylko dla fanów. 

## Dyskografia

### Albumy studyjne
- Oranżada, koleżanki, petardy (2011)
- Pamiętniki z wakacji (2012)

### Minialbumy (EP)
- Letni, Chamski Podryw (2009)
- Fabryka kiślu (2010)

## Albumy streamowe
- Streamówka (2018)
- Swagabunda (2019)
- Swagabunda 2.0 (2020)
- Swagabunda Tour (2021)
- Parodiówka (2023)